# Wings (film)
Wings byl americký válečný němý film naročený režisérem Williamem A. Wellmanem. Děj se odehrává v prostředí vojenských pilotů během první světové války. Premiéru měl snímek 12. srpna 1927. Roku 1929 byl oceněn dvěma Oscary za nejlepší film a nejlepší technické efekty.

## Historie
Natáčení probíhalo na letišti Kelly Field v Texasu. Režisér William A. Wellman byl sám veterán první světové války, který dosáhl tří sestřelů. V hlavních rolí se představili Clara Bow, Charles Rogers, Richard Arlen a Gary Cooper. Zapojilo se více než 300 pilotů a 3500 komparzistů. Náklady na tvorbu filmu dosáhly 2 000 000 dolarů.

## Ocenění
Při prvním udílení výročních Cen Akademie filmového umění a věd v roce 1929 byl snímek Wings oceněn Oscarem za nejlepší film. Druhého Oscara získal Roy Pomeroy za nejlepší technické efekty.

## Galerie

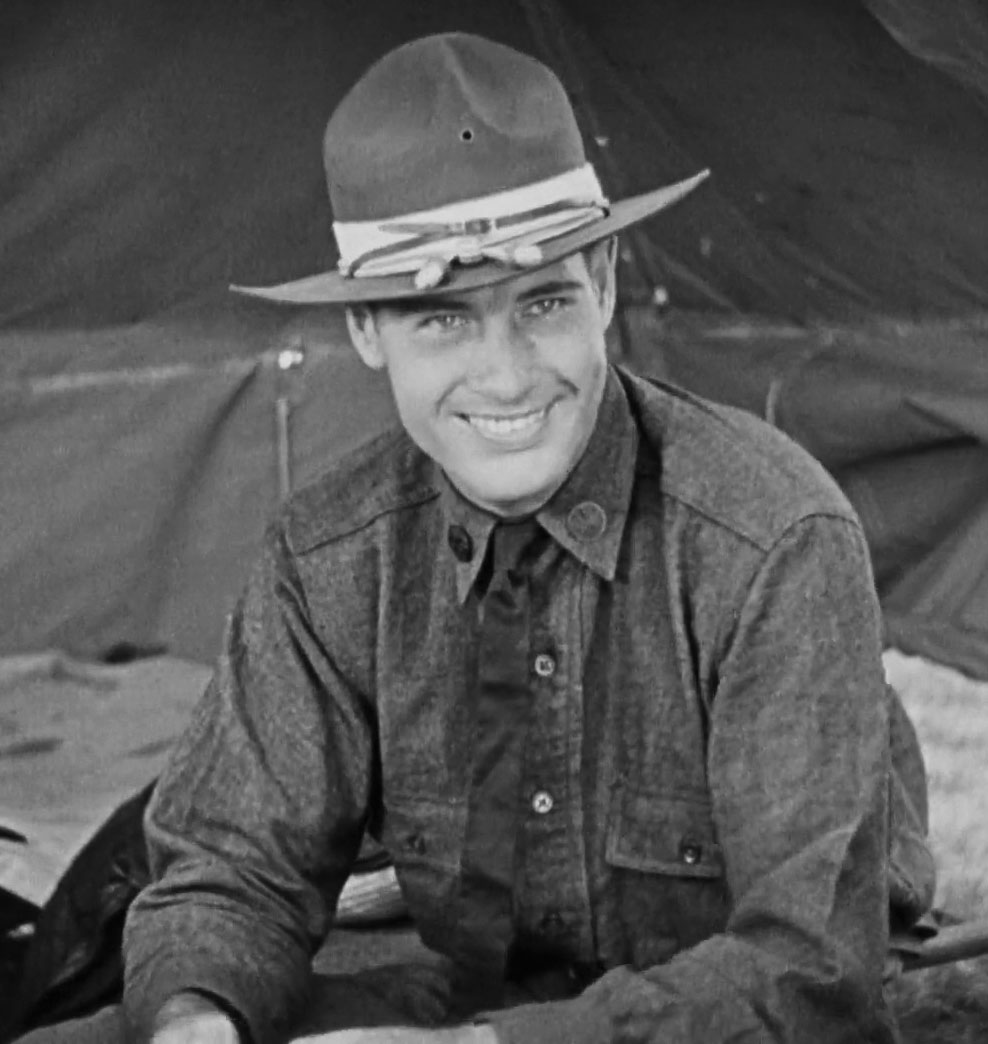
Richard Arlen
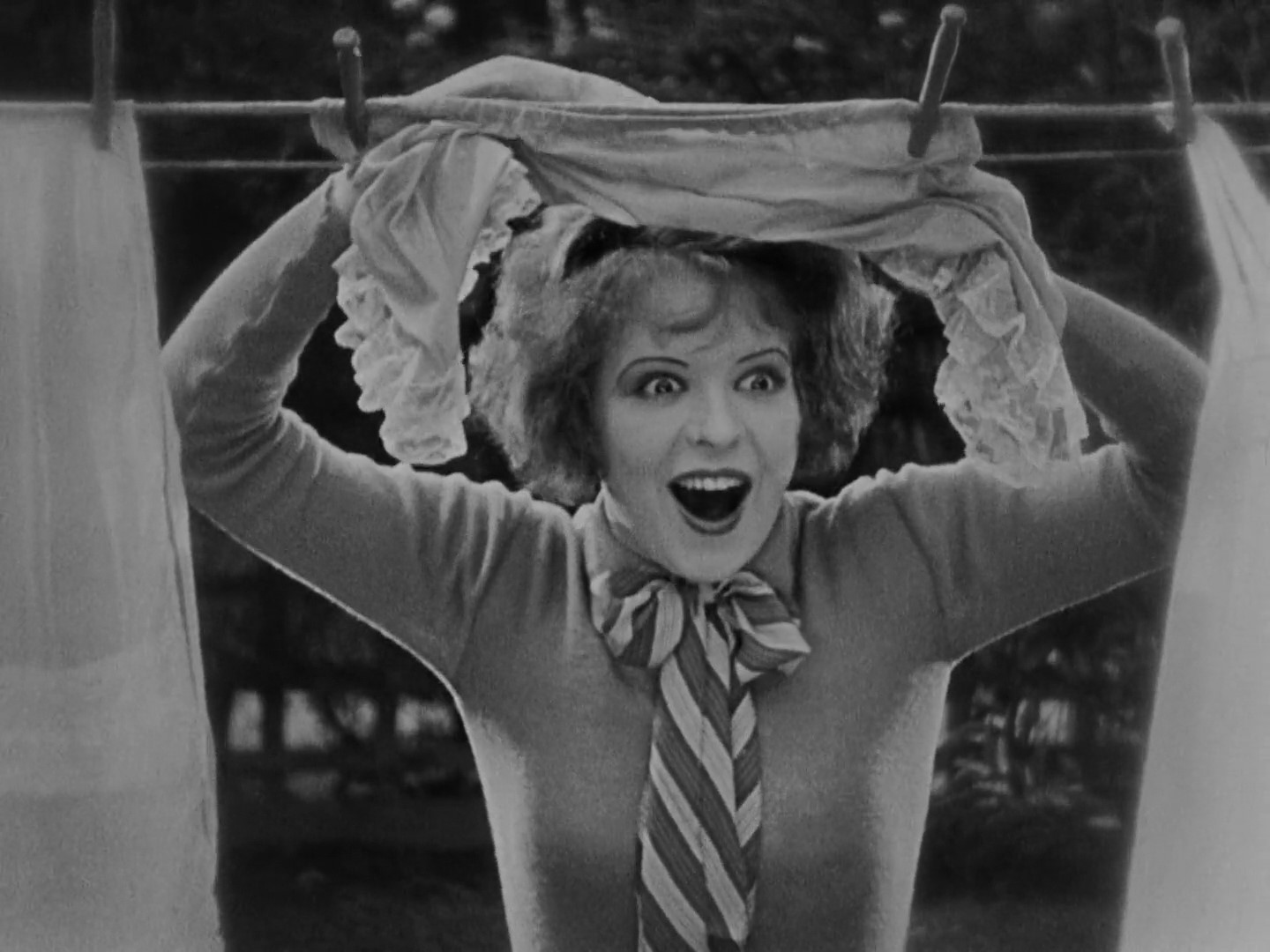
Clara Bow
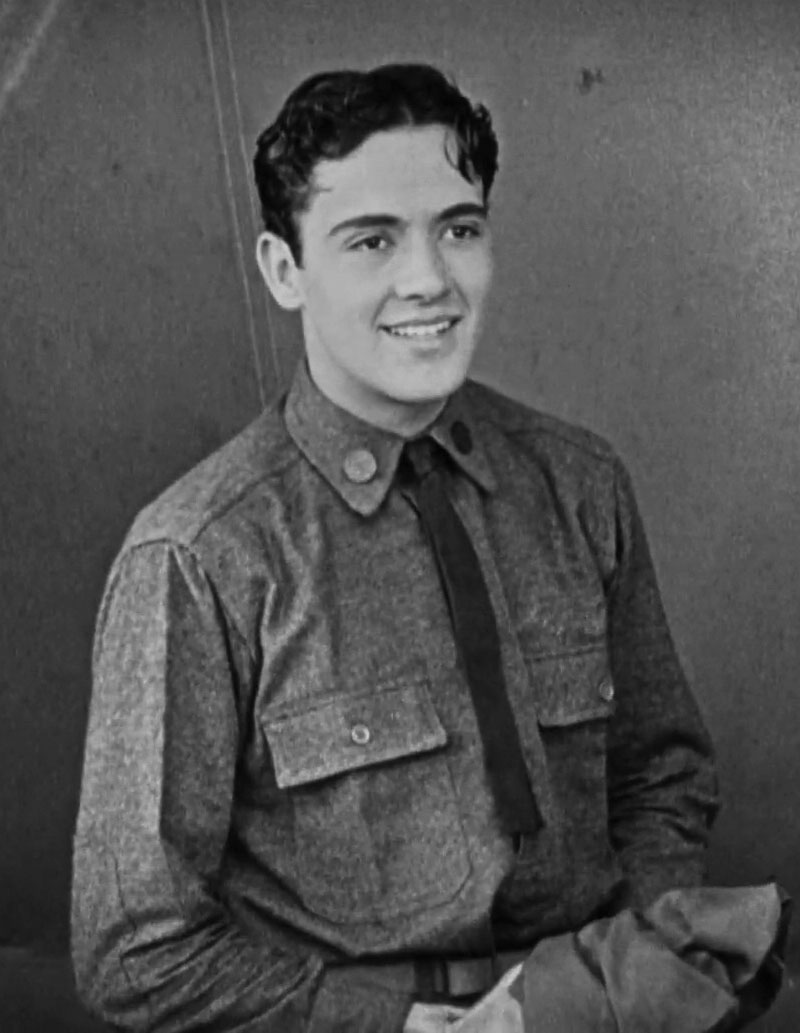
Buddy Rogers
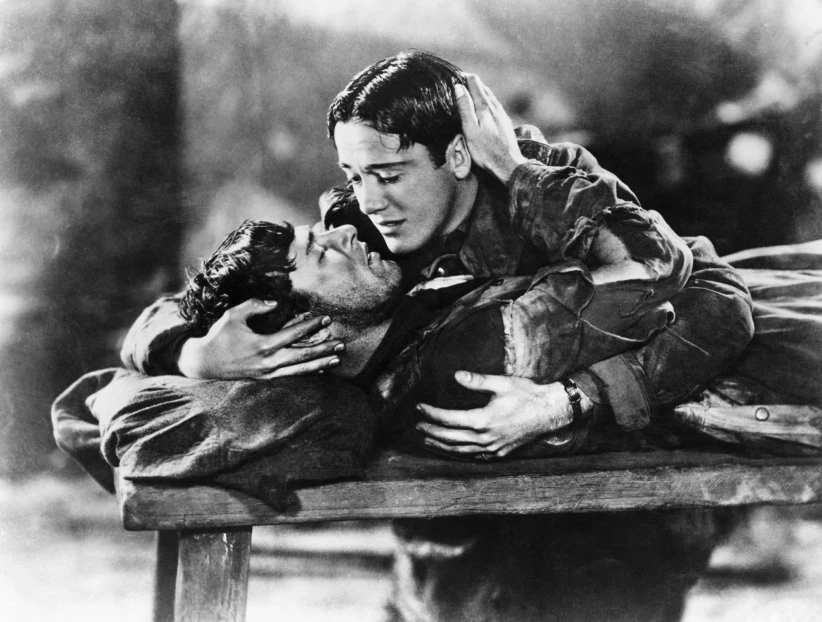
Scéna z filmu Wings
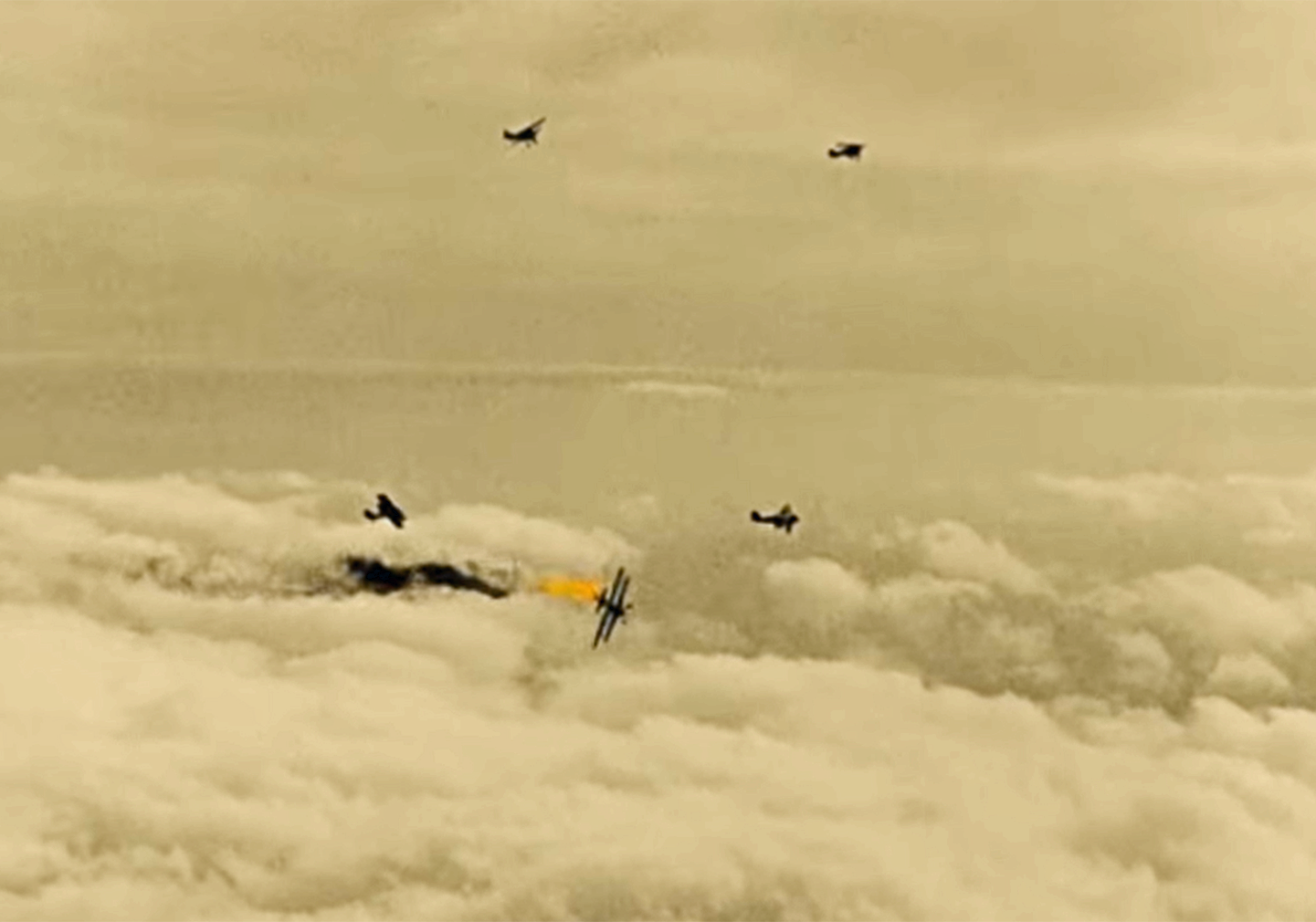
Letecký souboj z filmu Wings